# Nobukazu Saitō
Nobukazu Saitō ist ein ehemaliger japanischer Skispringer.

## Werdegang
Saitō bestritt mit der Vierschanzentournee 1969/70 sein erstes und einziges großes internationales Turnier. Bereits beim Auftaktspringen auf der Schattenbergschanze in Oberstdorf erreichte er mit Rang 21 seine beste Einzelplatzierung. Beim folgenden Neujahrsspringen in Garmisch-Partenkirchen verpasste er eine Wiederholung des Erfolges und landete nur auf dem 59. Platz. In Innsbruck und Bischofshofen landete er noch weiter auf hinteren Plätzen und beendete die Tournee mit 725,6 Punkten punktgleich mit dem Schweden Lars Ström auf dem 52. Platz der Gesamtwertung.

## Erfolge

### Vierschanzentournee-Platzierungen
| Saison  | Platz | Punkte |
| ------- | ----- | ------ |
| 1969/70 | 52.   | 725,6  |